# 𝼝
𝼝 (uniquement en minuscule), appelé c hameçon rétroflexe, est une lettre latine qui est utilisée dans des variantes non standard de l’alphabet phonétique international. Il est composé d’un c avec un crochet rétroflexe.

## Utilisation
Le symbole 𝼝 est utilisé dans des variantes non standard de l’alphabet phonétique international pour représenter une consonne affriquée rétroflexe sourde, normalement notée [tʂ] ou [ʈʂ] avec l’alphabet phonétique international.

## Représentations informatiques
Le c hameçon rétroflexe peut être représenté avec les caractères Unicode (Latin étendu G) suivants : 
| formes    | représentations | chaînes de caractères | points de code | descriptions                                 |
| --------- | --------------- | --------------------- | -------------- | -------------------------------------------- |
| minuscule | 𝼝               | 𝼝                     | U+1DF1D        | lettre minuscule latine c hameçon rétroflexe |